# Coleophora haoma
Coleophora haoma là một loài bướm đêm thuộc họ Coleophoridae. Nó được tìm thấy ở quần đảo Canaria (Fuerteventura) and Iran.